# Сквозь горизонт
«Сквозь горизонт» (англ. Event Horizon — «Горизонт событий») — американский научно-фантастический фильм ужасов 1997 года режиссёра Пола Андерсона. Главные роли исполнили Лоренс Фишберн, Сэм Нилл, Кэтлин Куинлан и Джоэли Ричардсон.
Сюжет кинокартины разворачивается в 2047 году и повествует о команде астронавтов, отправленных в спасательную миссию за пропавшим космическим кораблём «Горизонт событий», который позже внезапно появился на орбите Нептуна. Обследуя судно, спасательная команда узнаёт, что он был секретной испытательной площадкой для экспериментального высокотехнологичного двигателя, который создал дыру в пространственно-временном континууме и покинул известную вселенную, после вернулся, при этом кораблём завладела некая злая сущность.
У фильма была сложная производственная история: съёмки и монтаж спешно завершились по требованию Paramount Pictures, когда стало ясно, что их главный проект «Титаник» не выйдет к запланированному сроку. Первоначальная 130-минутная версия фильма была серьёзно переработана и сокращена, что вызвало недовольство режиссёра.
После выпуска картина неудачно зарекомендовала себя как в коммерческом плане, так и среди кинокритиков, собрав лишь 42 миллиона долларов при бюджете в 60 миллионов. Тем не менее, позже она начала хорошо продаваться на видеоносителях; DVD-версия распространялась настолько прибыльно, что Paramount связалась с Андерсоном вскоре после её выпуска, чтобы начать работу над восстановлением удалённого материала. Однако оказалось, что кадры либо потеряны, либо уничтожены. С тех пор фильм постепенно обрёл статус культового, отсылки к нему нередко встречаются в других произведениях популярной культуры.

## Сюжет
2047 год. Экипаж спасательного космического корабля «Льюис и Кларк» направлен к планете Нептун, откуда получен сигнал бедствия с корабля «Горизонт событий», пропавшего без вести 7 лет назад. Вместе с командой спасателей летит доктор Уильям Вейр — учёный-физик и конструктор «Горизонта событий». Когда «Льюис и Кларк» прибывает на орбиту Нептуна, Вейр рассказывает, что на самом деле пропавший корабль являлся секретным правительственным проектом, способным совершать дальние перелёты со сверхсветовой скоростью. Члены экипажа принимают слова доктора скептически, приводя в качестве контраргумента тот факт, что согласно теории относительности это невозможно. Вейр ответил, что теорию относительности можно обойти. Также доктор задал провокационный вопрос: «Какое кратчайшее расстояние между двумя точками?» Мичман Джастин ответил: «Прямая». Все засмеялись от очевидности вопроса. Вейр улыбнулся и сказал: «Неверно, кратчайшее расстояние — нулевое». Так, двигатель «Горизонта событий» создаёт искусственную чёрную дыру и использует её колоссальную энергию для искривления пространства-времени таким образом, чтобы начальная и конечная точки путешествия наложились друг на друга. После чего корабль проходит через образовавшийся пространственный туннель. Затем пространство разворачивается и принимает прежнюю форму, благодаря чему можно мгновенно попасть в любую точку Вселенной.
Корабль должен был переместиться к ближайшей к Солнцу звезде Проксима Центавра, но пропал без вести.
Единственная информация, которую удаётся извлечь из сигнала, поступающего с корабля, состоит из душераздирающих криков и повторяемой голосом капитана Джона Килпэка латинской фразы, которую Ди Джей расшифровывает как «liberate me» (с лат. — «освободите меня»).
Исследовав судно, спасатели обнаруживают, что все, кто был ранее на его борту, исчезли, — остались только кровавые следы и один замороженный и изуродованный труп. Джастин случайно активирует гравитационный двигатель, из-за чего ядро становится «жидким», и механика затягивает внутрь. Через некоторое время он возвращается, но сразу же впадает в коматозное состояние.
После этого корабль спасателей был повреждён, и у капитана Миллера нет иного выбора, кроме как на время ремонта перевести весь свой экипаж на пустой «Горизонт событий». Однако, кислорода на нём хватит не более чем на 20 часов.
Джастин, очнувшись, говорит о «мраке внутри него» и пытается покончить с собой, выйдя в открытый космос без скафандра. Миллер чудом спасает его, затолкав обратно в шлюз. Искалеченного Джастина погружают в барокамеру. Вслед за ним остальные члены экипажа начинают видеть на «Горизонте событий» жуткие вещи. Например, лейтенант Питерс видит своего сына Дэнни, оставшегося на Земле, с ногами, покрытыми кровоточащими язвами. Доктор Вейр постоянно видит свою жену, которая, узнав, что у неё рак, и понимая, что дни сочтены, когда-то покончила жизнь самоубийством, — она призывает Вейра «присоединиться» к ним. Капитану Миллеру мерещится его друг — боцман Эдвард Коррик, — погибший на космическом корабле «Голиаф», которым Миллер когда-то командовал.
Сохранившаяся в бортовом журнале «Горизонта событий» видеозапись показала, что члены первого экипажа после активации двигателя впали в оргию пыток, безумства, каннибализма и насилия. Латинская фраза, произносимая капитаном, на самом деле звучит как «liberate tute me ex inferis» (с лат. — «спасите себя от ада»). У лейтенанта Старк возникает теория о том, что жуткие видения членов экипажа являются защитной реакцией некоего организма, и это каждый раз становится ещё сильнее.
Миллер приказывает оставшемуся экипажу вернуться на «Льюис и Кларк» немедленно после ремонта корабля, намереваясь после отлёта расстрелять «Горизонт событий» ракетами. Вейр решительно не согласен с ним и говорит, что корабль стал живым и не даст никому уйти. Лейтенант Питерс погибает — её заводит в ловушку видение сына. Доктор Вейр находит её тело. Это и очередное видение самоубийства собственной жены Клэр окончательно сводит его с ума, он выдавливает себе глаза, таким образом отозвавшись на призыв жены «присоединиться», и становится одержимым безумцем, «живым воплощением» зла, поселившегося на злосчастном корабле. Он минирует готовящийся к отлёту «Льюис и Кларк» и в итоге взрывает его. Бывший в это время на борту пилот Смит мгновенно погибает, а находящегося на обшивке лейтенанта Купера отбрасывает в космос.
Миллер предупреждает своего первого помощника Ди Джея, работающего в медицинском блоке, об исходящей от Вейра опасности, но тот не успевает ничего предпринять — слепой Вейр обезоруживает его и заживо вскрывает. Миллер, вооружившись пневматическим молотком, вместе с чудом уцелевшей лейтенантом Старк пытается найти и убить Вейра. Он создал «Горизонт событий», чтобы достичь звёзд, но корабль зашёл дальше и попал в другую Вселенную, «измерение истинного хаоса, истинного зла». Доктор на мостике запускает гравитационный двигатель, намереваясь снова отправить «Горизонт событий» в новое путешествие. Ему без труда удаётся завладеть пневматическим молотком Миллера и запустить систему на десятиминутный отсчёт. Купер, ухитрившись взорвать баллон с воздухом своего скафандра, возвращается к кораблю, подлетает к мостику и пытается связаться с кем-либо внутри. Вейр в ответ стреляет в иллюминатор мостика. Возникает декомпрессия, в результате чего доктора выбрасывает в космос.
Выжившие намерены разделить корабль, взорвав центральный мостик, и воспользоваться его носовой частью как спасательной шлюпкой. Капитан Миллер подготавливает к активации взрывчатку на мостике, но видение горящего Эдварда Коррика загоняет его в машинный отсек. Затем образ меняется на торжествующего Вейра, возвращённого кораблём. Он показывает Миллеру измерение хаоса, говоря, что ад — всего лишь слово, а реальность — гораздо хуже, но умирающий Миллер успевает взорвать взрывчатку, разделив корабль. Через несколько секунд хвостовая часть вместе с Вейром и Миллером проваливается в образовавшуюся воронку, а носовая с тремя оставшимися в живых членами экипажа — Купером, Старк и погружённым в анабиоз Джастином — остаётся в нашей Вселенной, на орбите Нептуна. Купер и Старк также помещаются в барокамеры, ожидая спасателей.
Когда вторая спасательная команда спустя 72 дня появляется на корабле, Старк первой выходит из анабиоза и радостно приветствует людей с Земли, спрашивает, где Купер и Джастин. Однако под гермошлемом спасателя она снова видит изрезанное, изуродованное, но всё ещё торжествующее лицо доктора Вейра и слышит его голос: «Они уже с нами». Старк бьётся в ужасе от чудовищного видения. Купер и спасатель пытаются успокоить её, повторяя, что всё страшное уже позади. Но дверь шлюза закрывается, оставляя финал фильма неизвестным.

## В ролях
| Актёр            | Роль                              |
| ---------------- | --------------------------------- |
| Лоренс Фишберн   | капитан Миллер                    |
| Сэм Нилл         | доктор Уильям Вейр                |
| Джоэли Ричардсон | лейтенант Старк                   |
| Джейсон Айзекс   | капитан-лейтенант Ди Джей         |
| Джек Ноузуорти   | мичман «Медвежонок» Джастин       |
| Кэтлин Куинлэн   | лейтенант Питерс «Мама-медведица» |
| Ричард Т. Джонс  | лейтенант Купер                   |
| Шон Пертви       | лейтенант Смит                    |
| Питер Маринкер   | капитан Джон Килпэк               |
| Холли Чант       | Клэр Вейр                         |
| Ноа Хантли       | горящий человек/Эдвард Коррик     |
| Барклай Райт     | Дэнни Питерс                      |

## Саундтрек
| №   | Название                   | Длительность |
| --- | -------------------------- | ------------ |
| 1.  | «The Forward Decks»        | 14:01        |
| 2.  | «Lewis & Clark»            |              |
| 3.  | «Neptune»                  |              |
| 4.  | «Claire»                   |              |
| 5.  | «First Containment»        |              |
| 6.  | «Core»                     |              |
| 7.  | «Metal»                    |              |
| 8.  | «Second Containment»       |              |
| 9.  | «Airlock»                  |              |
| 10. | «The Main Access Corridor» | 12:04        |
| 11. | «Singularity»              |              |
| 12. | «Ducts»                    |              |
| 13. | «Turbulence»               |              |
| 14. | «Medical»                  |              |
| 15. | «Gravity Drive»            |              |
| 16. | «Engineering»              | 13:24        |
| 17. | «Tomb»                     |              |
| 18. | «Blood»                    |              |
| 19. | «Countdown»                |              |
| 20. | «Outer Door»               |              |
| 21. | «Bio Scan»                 |              |
| 22. | «The Event Horizon»        | 4:57         |
| 23. | «Weir»                     |              |
| 24. | «Event Horizon»            |              |

Издание составлено таким образом, что внутри основных треков скрыты остальные.
В конце фильма идёт не вошедшая в саундтрек композиция «Funky Shit» британского электронного коллектива «The Prodigy».

## Производство и удалённые сцены
Съёмки проводились с 18 ноября 1996 по 14 марта 1997 года. Производство шло в Великобритании.
Изначально планировалось выпустить фильм продолжительностью 130 минут, но по требованию Paramount ряд сцен был вырезан. Студия вынудила создателей убрать большую часть кровавых эпизодов для театрального релиза. Одна из сцен, где персонаж Лоуренса Фишберна видит ад, вошла в картину существенно сокращённой. Продюсер Джон Голдвин в 1998 году признал, что проблемы были связаны с маркетинговой кампанией. Андерсону и его команде не дали достаточного времени на постпродакшн, оставив всего месяц, так как в Paramount сосредоточились над «Титаником», который не успевали выпустить к намеченной дате. Если обычно съёмочной группе выделяли 14—15 недель, то на этот раз было только четыре недели, чтобы сделать монтаж, прежде чем впервые показать фильм аудитории. Представители Paramount испытали определённый шок, потому что все ужасы происходили во второй части (как правило, контроль осуществляется за основным блоком), которую никто из цензоров раньше не видел. Андерсон получил много жёстких замечаний. Не хватило достаточно времени на то, чтобы подготовить трейлеры, постеры и осуществить хорошо продуманную рекламную кампанию. По этой причине режиссёр был разочарован плакатом, использованным для промоакций. 
Художником по костюмам выступил Джон Молло. Сэм Нилл попросил добавить на свою униформу флаг аборигенов Австралии на фоне Союза, чтобы это соответствовало 2047 году: «И сегодня [в 2020 году] я бы не стал поступать иначе». 10 апреля 2019 года было опубликовано первое изображение чёрной дыры, и Нилл написал под хештегами EventHorizon и BlackHole: «Уже проходили, сделали». По словам Андерсона, фильм не выглядит устаревшим благодаря работе художника по спецэффектам Ричарда Юричича, который говорил: «Просто делайте по-настоящему». Вместо использования компьютерной графики они строили большие модели космических кораблей, создавали интерьеры для декораций, старались использовать практические спецэффекты.
В итоге, «Горизонт событий» вместо NC-17 получил рейтинг R.
Фанаты годами интересовались, когда они увидят режиссёрскую версию.
| Было снято намного больше, чего нет в фильме. Но вы никогда не увидите нередактированную версию, потому что мы сделали «Горизонт» до революции DVD. Вам известно, что когда DVD вступил в эту эпоху, тогда понадобились дополнительные кадры, удалённые сцены и тому подобное. Когда мы только делали VHS и LaserDisc, этого не было. Таким образом, материал не был хорошо архивирован, и так как фильм стал большой культовой классикой, Paramount попросили нас вернуться и сделать разные версии, и мы искали материал, а его просто не существует. — Пол Андерсон |

Большинство негативов было потеряно или уничтожено. Часть удалённых сцен были включены в качестве бонусов на DVD Special Edition, выпущенном в 2006 году, а затем на Blu-ray 2008 года и Collector's Edition, изданную компанией Shout! Factory в 2021 году. Они включают в себя предысторию — брифинг у командующего на орбитальной станции, где Вейр настойчиво просит поручить ему спасательную миссию; финал — расширенный эпизод с участием Купера, Старк, Миллера, горящего человека и адских кошмаров, показанных Вейром. Неоднократно распространялись слухи об уцелевшей видеокассете с недостающими кадрами в плохом качестве. Режиссёр повторял, что студия не сохранила материал, поэтому он больше недоступен.
В 2020 году, учитывая предстоящий выход «Лиги справедливости Зака Снайдера», Андерсон сказал, что единственный способ по-настоящему воссоздать утерянную версию «Горизонта событий» — это снять новый материал. Нужно, чтобы Paramount выделила деньги, после чего можно приступить к работе с Джоэли Ричардсон, Лоренсом Фишберном и Джейсоном Айзексом.
В интервью 2021 года Джейсон Айзекс заметил: «Я думаю, что это не сделало бы фильм лучше. Не знаю, просила ли студия его урезать. Не помню тех обсуждений. Я почти уверен, что этого не было, но могу ошибаться. Любому, кто думает, что существует более окончательная версия „Горизонта событий“, лучше сосредоточить силы на конспирологических теориях о вышках 5G и чипах, которые вживляет с прививками Билл Гейтс». Касательно работы Андерсона: «Я не сомневаюсь, он делал то, что было противозаконно. Безусловно, против всякого этического и профессионального кодекса гильдии. Были порнозвёзды. Были ампутированные. Были люди, набранные из клубов S&M. Там происходило нечто. Время от времени он подходил к нашей съёмочной площадке с полностью отрешённым взглядом и говорил: „Вы не поверите, что я видел этим утром“. Так что они сняли много такого материала». В 2023 году Айзекс повторил, что кадры, которые не вошли в окончательный монтаж, «вероятно, тогда были незаконными». Кроме того, подобные съёмки «определённо запрещены сейчас». Режиссёрская версия фильма является своего рода мифом. Но есть одна вырезанная сцена с участием персонажа Ди Джея, когда его обнажённое выпотрошенное тело (латексная модель) подвешивалось на крючки. Отвратительные подробности расчленения, включая вырванные органы, были удалены, чтобы не травмировать зрителей. Финал переснимали дважды после того, как поняли, что он не вполне сработал. Дополнительно исправляли момент, где Айзекс говорил на латинском языке и допустил ошибку. По мнению актёра, гораздо важнее, что за годы «Горизонт событий» приобрёл аудиторию, с тех пор «многие другие фильмы скопировали не только сюжет, но и стиль, и ни один из них не добился успеха».
В 2022 году в честь 25-летия фильм вышел на 4K Ultra HD Blu-ray от Paramount Pictures. Оригинальная киноплёнка была заново отсканирована. Новые дополнительные материалы включают интервью с Полом Андерсоном, Филипом Эйснером, Кэтлин Куинлан, Джеком Ноузуорти, Питером Маринкером, художником Джозефом Беннеттом, декоратором Криспианом Саллисом, руководителем производства Дасти Симондсом, помощником режиссёра Робином Виджоном, специалистом по подбору натуры Дереком Харрингтоном и звукорежиссёром Кэмпбеллом Аскью.

## Отзывы и критика
Фильм получил отрицательные отзывы критиков. Сайт Rotten Tomatoes дал всего 34 % на основании 90 обзоров, а Metacritic — 35 баллов с учётом 20 рецензий. Пол Андерсон прокомментировал: «Честно говоря, мне вообще... плевать на то, что в этих критических рецензиях пишут. Если бы рецензии отражались на успехе фильмов, то мне и Майклу Бэю давным-давно было бы нечего есть, и мы бы устроились на подработку в Starbucks. Я снимаю свои ленты не для критиков — даже так скажу: я не снимаю картины, которые могли бы критикам понравиться. Я кинематографист-популист, снимаю каждый фильм, выкладываясь по полной, а затем стараюсь не анализировать получившееся — просто двигаюсь дальше».
Режиссёр также вспомнил момент, когда Курт Рассел сказал ему, что у фильма есть будущее. Однако снимать продолжение он не намерен.
Джо Лейдон в обзоре Variety обращает внимание, что Пол Андерсон и его команда прилагают большие усилия, чтобы интерьеры «Льюис и Кларк» выглядели правдоподобно. Нельзя не задаться вопросом: что происходит на борту орбитальной станции «Мир»? Создатели фильма изобретают грязные смерти, запускают спецэффекты и постоянно увеличивают громкость музыкальной партитуры Майкла Кэймена. В некоторых отношениях сюжет напоминает о космической составляющей «Восставший из ада 4: Кровное родство». К тому времени, когда Фишберн наконец скажет: «Мы уходим», зрители будут готовы кричать в ответ: «Самое время!». Огромная сумма денег, техническая экспертиза и актёрское мастерство были потрачены на «Горизонт событий». Для всей своей футуристической атрибутики, это просто ещё одна халтура, в которой что-то всплывает и говорит: «Boo!». Некоторые сцены неоспоримо тревожащие; другие сногсшибательно глупы. Вместе они не складывают целого.
Оуэн Глейберман из Entertainment Weekly поставил оценку B- (2.7 из 5 баллов), подчеркнув, что «Горизонт событий», являясь смесью «Фантастического путешествия», «Чужого», «Сияния» и дюжины других триллеров, мог бы использовать приличный сценарий.
Иэн Натан в журнале Empire даёт 3 из 5 баллов и пишет следующее: становится совершенно очевидно, что Пол Андерсон потратил свою юность на всех правильных режиссёров: Кубрика, Скотта, Кэмерона, Хичкока. Оформленный в стиле техноготики и «космического гранжа», этот научно-фантастический фильм ужасов достоин уважения, несмотря на недостатки сценария и сюжета. Он использует по-настоящему оригинальные спецэффекты и операторскую работу, но в конечном итоге оставляет слишком много вопросов без ответа.
Total Film (GamesRadar) также оценил на 3 из 5 баллов. «Горизонт событий» похож на «Чужого», но в отличие от него не имеет монстра для сражения с командой. По словам Филипа Эйснера, это уважение к тем кинокартинам о домах с привидениями, с которыми он вырос, и таким классическим вещам, как «Сияние» и «Призрак дома на холме». «Горизонт событий» пытается напугать невидимым, неудержимым сверхъестественным злом из другого измерения, вместо ксеноморфа или Пинхеда. Сам корабль выглядит как гигантский готический собор со своеобразными техно-средневековыми декорациями. Фильм проигрывает в середине, однако превосходные спецэффекты, напряжённая и нервная обстановка дают ему преимущество до конца.
Стивен Хантер в рецензии The Washington Post назвал кино бессмысленно громким и порекомендовал зрителям надеть ведро на голову и стучать по нему гаечным ключом 100 минут, чтобы сэкономить воздух. Показано знакомое будущее, исследованное Марио Бавой в «Планете вампиров», а затем Ридли Скоттом в «Чужом». Здесь время и пространство рушатся, а мотивы научной фантастики скрывают сердце ужаса. Другими словами, это старый фильм про космический корабль с привидениями. Интерьер напоминает средневековую камеру пыток, стиль, о котором большинство футуристов никогда не задумывались: ранняя инквизиция. Призрак космической оперы оказался очевидным, как будто доктор Франкенштейн закричал: «Он живой!».
Стивен Холден из The New York Times написал, что громоздкая смесь научной фантастики и ужасов, созданная Полом Андерсоном, наполняет почти каждую сцену блестящими спецэффектами в тщетной попытке скрыть нехватку мыслей. Большая часть «Горизонта событий» разворачивается в чём-то похожем на фосфоресцентную готическую оранжерею, не исследуя внутреннюю жизнь персонажей. Фильм — попытка мистера Фишберна стать героем научно-фантастического боевика, и он мрачно осознаёт, что совершил серьёзную ошибку и ему далеко до лавров Уильяма Шетнера.
Роджер Эберт отметил очевидное влияние «Космической одиссеи 2001» и «Соляриса» Андрея Тарковского. Что случилось с кораблём «Горизонт событий» в другом измерении, ясно не показано. Нет цельности и достоверности, как это было в вышедшем в 1997 году «Контакте». Обвинение в том, что кто-то «нарушил законы физики», предполагает, что преступники будут наказаны. Конечно, нет никаких «законов» — есть только позиция наблюдателя. Устаревшие представления заменены тем, что работает лучше. Знание скрыто. Возможно, поэтому у персонажей так мало ответов на все вопросы.
Стивен Кинг назвал «Сквозь горизонт» одним из лучших современных научно-фантастических фильмов ужасов, похожих на «„Восставший из ада“ в космосе». Он нашел картину «лавкрафтовской», а спецэффекты в ней «ошеломляющими».
В последующие годы фильм приобрёл у части зрителей статус культового и упоминался в других произведениях. Им вдохновлялись создатели игры Dead Space. К нему отсылает дополнение Horizon Signal к космической стратегии Stellaris. Разработчики двухмерного квеста Stasis также указали на «Сквозь горизонт» как источник вдохновения. Влияние заметно в «Пандоруме» и «Происхождении», где Андерсон выступил продюсером. В Silent Hill 4: The Room в финальной сцене игры используются гравитационная сфера из фильма и её влияющие на подсознание свойства. В игре F.E.A.R. можно встретить журнал с обложкой Event Horizon found!, кроме того, на многопользовательском уровне «Убежище» есть надпись на стене комнаты: Liberate tute me ex inferis. The Callisto Protocol тоже ориентируется на данный фильм. Существует фанатская теория, где действие «Горизонта событий» происходит во вселенной Warhammer 40,000, однако это не подтверждается создателями.
В 2018 году вышел сериал «Летящие сквозь ночь», по поводу которого TV Guide заметил: «Если вы действительно хотите увидеть космический корабль с привидениями, смотрите „Горизонт событий“».
В 2020 году Джоэли Ричардсон вспоминала, что много чего пошло не так, хотя актёрский состав был замечательный. «Сквозь горизонт» поначалу не стал хитом, но за долгие годы заработал приличную репутацию. По её мнению, ужас освобождает, если согласиться с теорией Юнга о тени, то исследовать это очень интересно.
В 2024 году сайт Variety опубликовал список 100 лучших фильмов ужасов всех времён, где «Сквозь горизонт» занял 94 место.

## Сериал
В 2019 году стало известно, что Amazon и Paramount Television работают над телеадаптацией фильма. Режиссёром выступает Адам Вингард, известный по фильмам «Тебе конец!», «Гость», «Ведьма из Блэр: Новая глава» и экранизации «Тетрадь смерти». Продюсерами станут Ларри Гордон, Ллойд Левин и Джереми Платт. Пол Андерсон отказался участвовать в проекте, заявив, что гордится снятым кино, у которого со временем появилось много последователей. Поэтому он не заинтересован возвращаться в тот же мир и разрушать его, отвечая на все вопросы. В этой истории есть двусмысленность, что можно обсуждать всегда.